# 维奈 (马恩省)
维奈（法語：Vinay，法語發音：[vinɛ]）是法国马恩省的一个市镇，属于埃佩尔奈区。

## 地理
维奈（49°0'36"N, 3°53'55"E）面积3.09 平方千米，位于法国大東部大區马恩省，该省份为法国东北部内陆省份，北起阿登省，西北接埃纳省，西南接塞纳-马恩省，南至奥布省，东南接上马恩省，东临默兹省。
与维奈接壤的市镇（或旧市镇、城区）包括：埃佩尔奈、圣马丹达布卢瓦、布吕尼-沃当库尔、沙沃-库尔库尔、穆西。

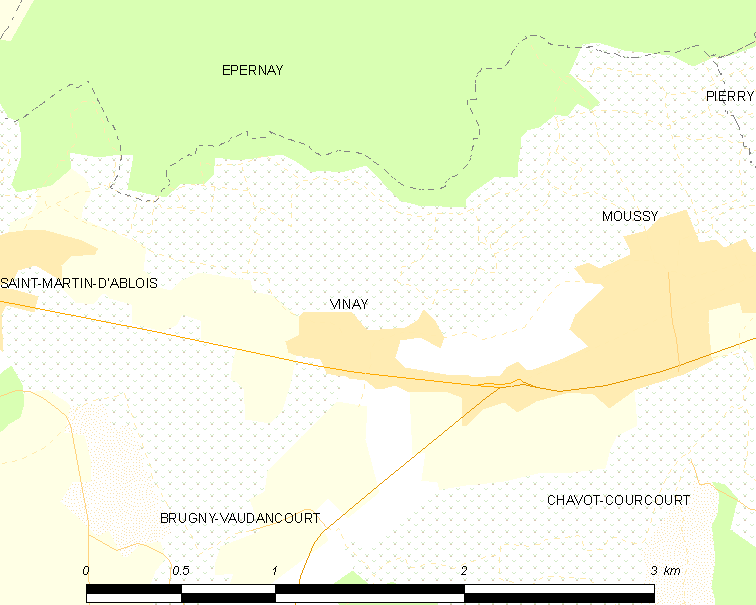
的OSM定位图

维奈的时区为UTC+01:00、UTC+02:00（夏令时）。

## 行政
维奈的邮政编码为51530，INSEE市镇编码为51643。

## 政治
维奈所属的省级选区为埃佩尔奈第二县。

## 人口

1962-2008年间人口变化图示

维奈于2022年1月1日时的人口数量为535人。